# Zorilla paskowana
Zorilla paskowana, zorilla (Ictonyx striatus) – gatunek drapieżnego ssaka z rodziny łasicowatych zamieszkujący tereny Afryki środkowej i południowej.

## Podgatunki
Wyróżnia się kilkanaście podgatunków zorilli:
- I. striatus albescens
- I. striatus arenarius
- I. striatus elgonis
- I. striatus erythreae
- I. striatus ghansiensis
- I. striatus giganteus
- I. striatus intermedius
- I. striatus kalaharicus
- I. striatus lancasteri
- I. striatus limpopoensis
- I. striatus maximus
- I. striatus obscuratus
- I. striatus orangiae
- I. striatus ovamboensis
- I. striatus pretoriae
- I. striatus senegalensis
- I. striatus shoae
- I. striatus shortridgei
- I. striatus striatus

## Budowa ciała
Z wyglądu zorilla paskowana przypomina skunksa. Ma długą, puszystą sierść wybarwioną na czarno, z białymi pasami wzdłuż grzbietu i białymi łatami na głowie. Ogon także biały. Długość ciała (głowa i tułów) – 28 do 40 cm, a ogona - 20–30 cm, wysokość 10–13 cm.

## Rozmieszczenie geograficzne
Zamieszkuje zróżnicowane środowiska w Afryce – od części środkowej (Senegal, Nigeria, Sudan i Etiopia) po południowy kraniec kontynentu.

## Ekologia
Zorilla paskowana jest drapieżnikiem, który żywi się drobnymi gryzoniami i owadami. W sytuacji zagrożenia stroszy sierść i wytryskuje na przeciwnika cuchnącą ciecz. Potrafi także leżeć bez ruchu i udawać padlinę.

## Tryb życia
Zorilla paskowana wiedzie samotny, nocny tryb życia. W ciągu dnia ukrywa się w rozpadlinach skalnych, norach lub zabudowaniach człowieka. Funkcjonuje na powierzchni ziemi, jednak potrafi także wspinać się po drzewach, a także pływać.